# مولاي امحمد (الخنك الجديد)
مولاي امحمد هو دُوَّار يقع بجماعة الخنك، إقليم الرشيدية، جهة درعة تافيلالت في المملكة المغربية. ينتمي الدوّار لمشيخة الخنك الجديد التي تضم 6 دواوير. يقدر عدد سكانه بـ 1066 نسمة حسب الإحصاء الرسمي للسكان والسكنى لسنة 2004.

## روابط خارجية
- البوابة الوطنية للجماعات الترابية
- المندوبية السامية للتخطيط